# Rifle (Colorado)
Rifle ist eine sog. Home Rule Municipality im Garfield County im US-Bundesstaat Colorado. Passend zu seinem Namen, welcher sich von einem nahe gelegenen Bach ableitet, weist Rifle tatsächlich einen hohen Anteil an Waffenbesitzern auf.

## Geschichte
Das Gebiet wurde ursprünglich von dem Indianervolk der Ute bewohnt. Die Siedlung wurde 1882 von Abram Maxfield gegründet und 1905 am Rifle Creek, nahe seiner Mündung in den Colorado, zu einer Gemeinde erhoben. Die Gemeinde hat ihren Namen vom Creek.

## Demografie
Nach der Volkszählung von 2010 leben in Rifle 9.172 Menschen. Die Bevölkerung teilte sich im Jahr 2017 auf in 73,1 % nicht-hispanische Weiße, 0,8 % Afroamerikaner, 1,7 % amerikanische Ureinwohner, 1,0 % Asiaten und 1,5 % mit zwei oder mehr Ethnizitäten. Hispanics oder Latinos machten 22,1 % der Bevölkerung aus. Das mittlere Haushaltseinkommen lag bei 62.573 US-Dollar und die Armutsquote bei 14,7 %.
| Jahr | Einwohner¹ |
| ---- | ---------- |
| 1950 | 1.525      |
| 1960 | 2.135      |
| 1970 | 2.150      |
| 1980 | 3.215      |
| 1990 | 4.636      |
| 2000 | 6.784      |
| 2010 | 9.172      |

¹ 1950 – 2010: Volkszählungsergebnisse

## Wirtschaft
Rifle befindet sich im östlichen Teil des Piceance-Beckens. Dieses beherbergt verschiedene Formen von fossilen Brennstoffen, von denen die größte Menge Ölschiefer ist. Die Konjunkturabhängigkeit seiner Rohstoffvorkommen hat dazu geführt, dass sich die Stadt in einer zyklischen Boom-and-Bust-Wirtschaft befindet, insbesondere da Ölschiefer sehr hohe Förderkosten hat.

## Söhne und Töchter
- David Bernhardt (* 1969), Jurist und ehemaliger Innenminister der Vereinigten Staaten